# Beuvraignes
Beuvraignes est une commune française située dans le département de la Somme en région Hauts-de-France.
La commune abrite une nécropole nationale  ainsi que le parc éolien de Laucourt-Beuvraignes.

## Géographie

### Localisation
Beuvraignes est un village picard situé au sein de la région naturelle du Santerre, aux confins des pays du Vermandois et de l'Amiénois.
Limitrophe de Roye, la localité est située à 14 km à l'est de Montdidier, 18 km au nord-ouest de Noyon, 26 km au nord-ouest de Compiègne, 43 km au sud-ouest de Saint-Quentin et à 44 km au sud-est d'Amiens, à vol d'oiseau.
Le territoire de la commune est limitrophe de ceux de dix communes.
Les communes limitrophes sont  Amy, Canny-sur-Matz, Conchy-les-Pots, Crapeaumesnil, Fresnières, Laucourt, Roye, Roye-sur-Matz, Tilloloy et Verpillières.

### Géologie et relief
Le sol est le sous sol de la commune sont de formation tertiaire. Sur la moitié nord et au sud on rencontre les couches argileuses du limon des plateaux. Sur 200 ha environ, se trouve du sable glauconien ; une partie du village est construit sur des sables noirâtres sous lesquels se trouvent de gros grès rouges. Le reste du territoire est composé d'un mélange de terres rouges et noires appelé biefs ; on rencontre également des argiles qui servaient autrefois à la fabrication des tuiles et des briques.
Le territoire de la commune forme un plateau à peine ondulé borné par la vallée du Matz qui appartient au plateau du Santerre. Son point culminant atteint 102 mètres au-dessus du niveau de la mer près de La Chapelle, tandis que l'on cote 91 mètres dans la partie septentrionale.

### Hydrographie
La commune est traversée par la ligne de partage des eaux entre les bassins hydrographiques Artois-Picardie et Seine-Normandie. Elle n'est drainée par aucun cours d'eau.

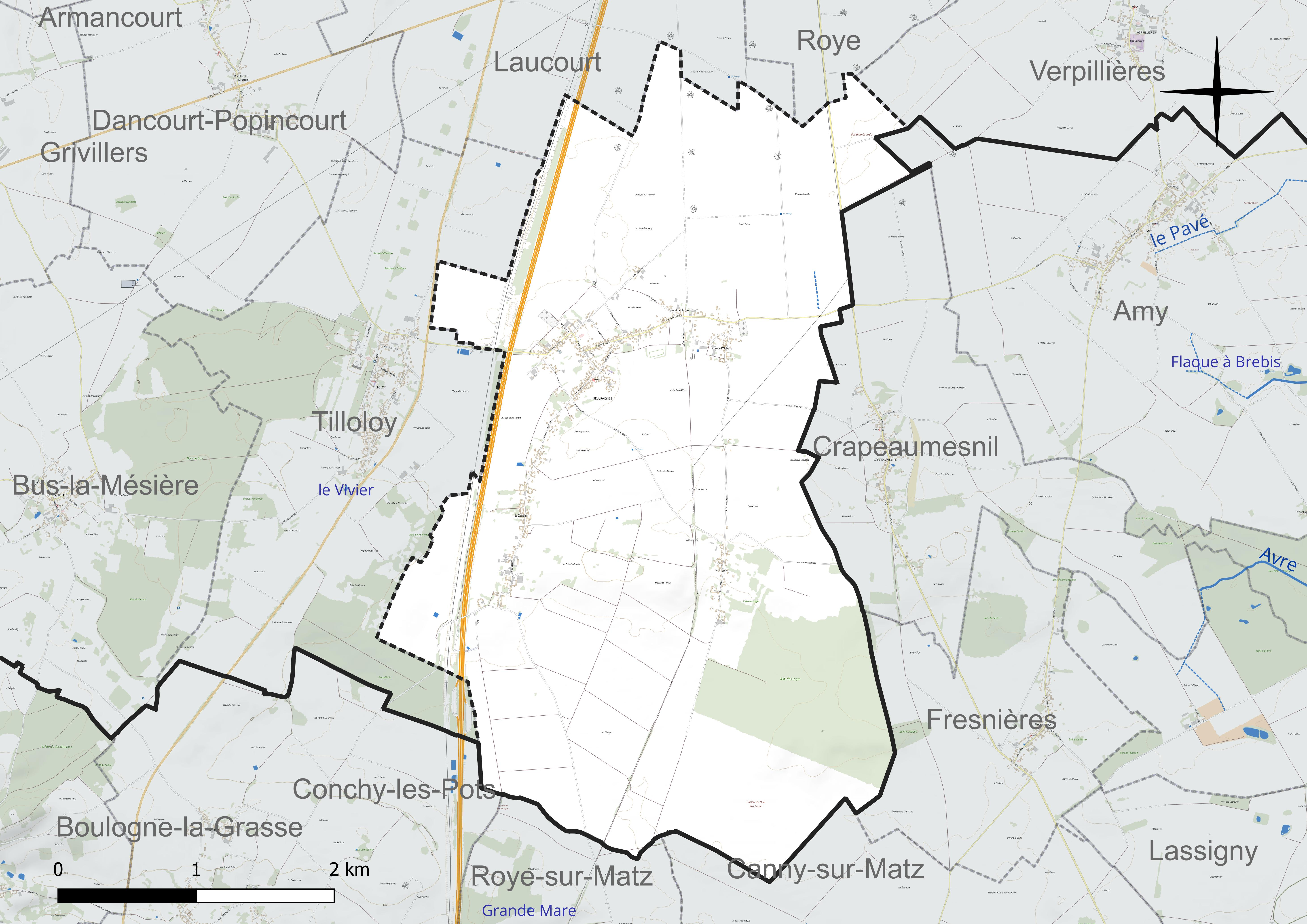
Réseau hydrographique de Beuvraignes.

### Climat
Pour des articles plus généraux, voir Climat des Hauts-de-France et Climat de la Somme.
En 2010, le climat de la commune est de type climat océanique dégradé des plaines du Centre et du Nord, selon une étude du CNRS s'appuyant sur une série de données couvrant la période 1971-2000. En 2020, Météo-France publie une typologie des climats de la France métropolitaine dans laquelle la commune est exposée à un climat océanique et est dans la région climatique Nord-est du bassin Parisien, caractérisée par un ensoleillement médiocre, une pluviométrie moyenne régulièrement répartie au cours de l'année et un hiver froid (3 °C).
Pour la période 1971-2000, la température annuelle moyenne est de 10,4 °C, avec une amplitude thermique annuelle de 14,6 °C. Le cumul annuel moyen de précipitations est de 699 mm, avec 11,2 jours de précipitations en janvier et 8,3 jours en juillet. Pour la période 1991-2020, la température moyenne annuelle observée sur la station météorologique la plus proche, située sur la commune de Rouvroy-en-Santerre à 14 km à vol d'oiseau, est de 10,8 °C et le cumul annuel moyen de précipitations est de 635,8 mm,. Pour l'avenir, les paramètres climatiques de la commune estimés pour 2050 selon différents scénarios d'émission de gaz à effet de serre sont consultables sur un site dédié publié par Météo-France en novembre 2022.

## Urbanisme

### Typologie
Au 1er janvier 2024, Beuvraignes est catégorisée commune rurale à habitat dispersé, selon la nouvelle grille communale de densité à sept niveaux définie par l'Insee en 2022.
Elle est située hors unité urbaine. Par ailleurs la commune fait partie de l'aire d'attraction de Roye, dont elle est une commune de la couronne,. Cette aire, qui regroupe 35 communes, est catégorisée dans les aires de moins de 50 000 habitants,.

### Occupation des sols

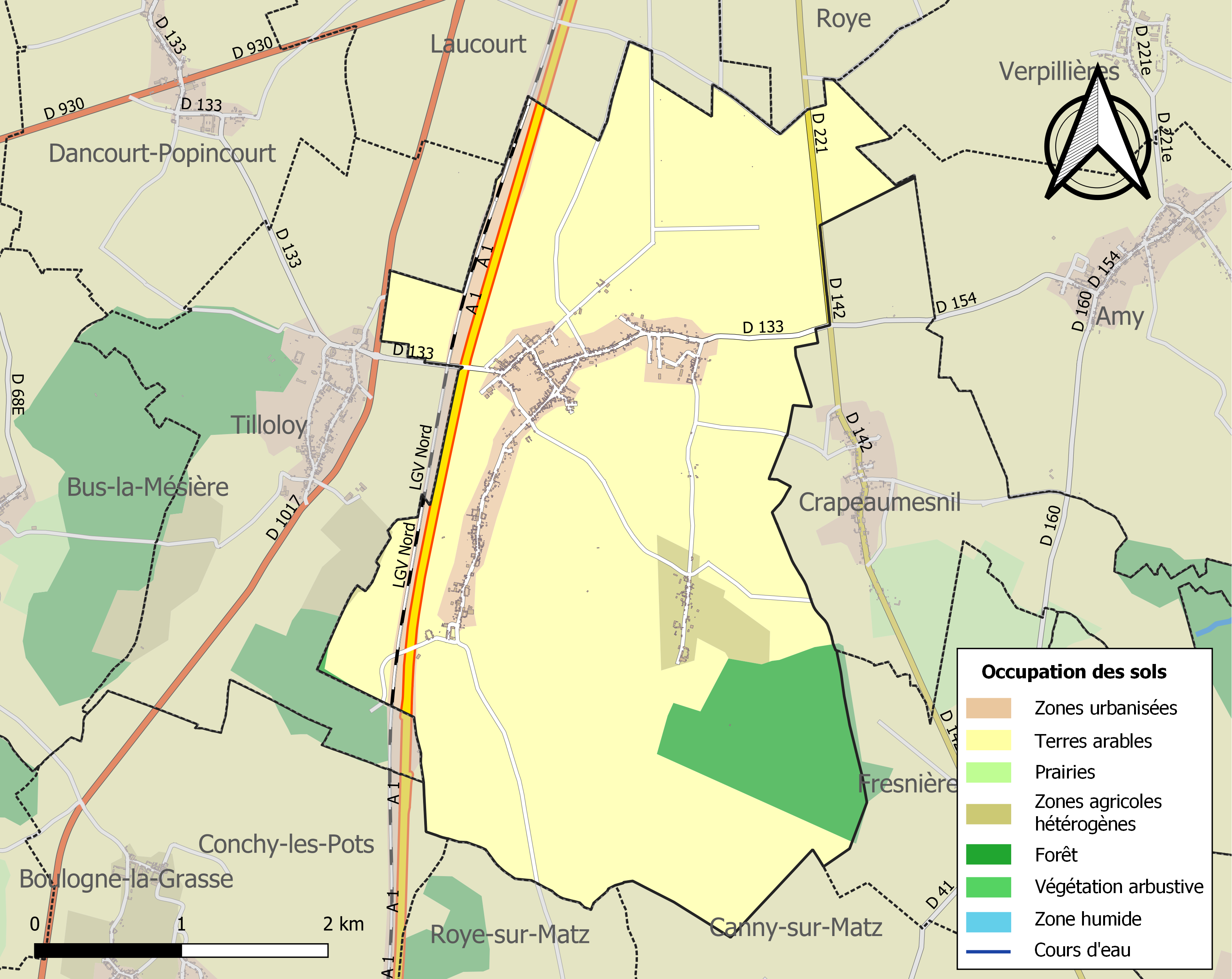
Carte des infrastructures et de l'occupation des sols de la commune en 2018 (CLC).

L'occupation des sols de la commune, telle qu'elle ressort de la base de données européenne d'occupation biophysique des sols Corine Land Cover (CLC), est marquée par l'importance des territoires agricoles (81,9 % en 2018), en diminution par rapport à 1990 (85,7 %). La répartition détaillée en 2018 est la suivante : 
terres arables (79,2 %), forêts (8 %), zones urbanisées (6,1 %), zones industrielles ou commerciales et réseaux de communication (4 %), zones agricoles hétérogènes (2,7 %). L'évolution de l'occupation des sols de la commune et de ses infrastructures peut être observée sur les différentes représentations cartographiques du territoire : la carte de Cassini (XVIIIe siècle), la carte d'état-major (1820-1866) et les cartes ou photos aériennes de l'IGN pour la période actuelle (1950 à aujourd'hui).

### Lieux-dits, hameaux et écarts
La commune a un habitat dispersé en plusieurs agglomérations. La population se répartit entre le bourg principal et trois hameaux, dont deux lui sont contigus : 
- à l'est la Rue de l'Abbaye ;
- au sud le Cessier ;
- seul, le hameau des Loges se trouve isolé au sud–est du territoire.

### Habitat et logement
En 2021, le nombre total de logements dans la commune était de 394, alors qu'il était de 389 en 2016 et de 359 en 2011.
Parmi ces logements, 89 % étaient des résidences principales, 3,8 % des résidences secondaires et 7,2 % des logements vacants. Ces logements étaient pour 97,2 % d'entre eux des maisons individuelles et pour 2,3 % des appartements.
Le tableau ci-dessous présente la typologie des logements à Beuvraignes en 2021 en comparaison avec celle de la Somme et de la France entière. Une caractéristique marquante du parc de logements est ainsi la faible proportion des résidences secondaires et logements occasionnels (3,8 %) par rapport au département (8,4 %) et à la France entière (9,7 %). 
| Typologie                                               | Beuvraignes | Somme | France entière |
| ------------------------------------------------------- | ----------- | ----- | -------------- |
| Résidences principales (en %)                           | 89          | 83,1  | 82,2           |
| Résidences secondaires et logements occasionnels (en %) | 3,8         | 8,4   | 9,7            |
| Logements vacants (en %)                                | 7,2         | 8,5   | 8,1            |

### Voies de communication et transports
La commune s'insère étroitement entre le village de Tilloloy, dont elle est séparée physiquement par la nationale 17, l'A1 et le TGV Nord, et le village de Crapeaumesnil.
La commune est desservie, en 2023, par la ligne 655 du réseau interurbain de l'Oise.

## Toponymie
Le lieu est mentionné successivement dans les textes anciens sous les formes : Bebrinias (1048), Bevrigne (1148), Buvrigne (1184), Beurigne (1236), Buveringnes (1300), Buvregnes (1362), Buvraignes (1475), Buveraines (1564), Buvringe (1625), Buverainge (1666), Beuvreines (1743), Beuvraignes (1767).

## Histoire

### Préhistoire
On a retrouvé, sur le territoire communal, des vestiges préhistoriques remontant au Paléolithique et au Néolithique.
Jusqu'en 1816, les habitants pouvaient encore admirer un menhir sur la place du village.
À l'époque gauloise, le lieu était peuplé par les Viromanduens, tribu gauloise d'origine celte, vivant dans un environnement boisé et marécageux.

### Antiquité
À l'époque gallo-romaine, Beuvraignes est situé à la limite du territoire des Ambiens, de celui des Bellovaques et de celui des Viromanduens.
Les différentes découvertes du XIXe siècle font remonter les origines de la localité à l'époque gallo-romaine. Outre la découverte de fours de potiers, on a découvert des pièces de monnaie à l'effigie de Néron et de Postume (257).
Le territoire de la commune est alors traversé, aux lieux-dits Les Usages et le Bois Saint-Martin, par la voie romaine reliant Caesaromagus (Beauvais) à Augusta Viromanduorum (Saint-Quentin).
Des fouilles archéologiques effectuées, de mai 1989 à janvier 1990, lors des travaux de construction de la ligne TGV de Paris à Lille, ont permis de mettre au jour les vestiges de trois unités de fabrication de poterie commune et de tuiles, en bordure de l'ancienne voie romaine et à proximité d'une agglomération secondaire. Ces poteries étaient ensuite expédiées dans la région, on en a mis au jour à Samarobriva (Amiens). Des gobelets de Beuvraignes sont présents jusqu'en Angleterre. La quantité de céramiques retrouvées prouve l'importance majeure du site de production de Beuvraignes dans l'Antiquité gallo-romaine. Une reconstitution d'un des fours à sole suspendue de Beuvraignes a été réalisée, en 1992, au Parc de Samara.
La découverte de deux trésors monétaires permet de penser que ces ateliers ont fonctionné de 160 à 260, date des premières invasions de la Gaule romaine. Une partie du produit des fouilles est exposée au musée d'histoire locale de Roye. Le trésor monétaire composé de 8 deniers et de 212 antoniniens aurait été enfoui en 256-257, il est conservé au Musée de Picardie, à Amiens.

### Moyen Âge

#### Époque mérovingienne
Un cimetière mérovingien a été retrouvé sur le territoire de la commune. Deux tombeaux en pierre, des épées et des boucles de ceintures ont été mises au jour.

#### Moyen Âge central
La première mention écrite de Beuvraignes date de 1048.
Le premier seigneur de Beuvraignes est mentionné, en 1187, dans une charte de l'abbaye d'Ourscamp.
Au XIIe siècle, le fief de Neuville-lès-Beuvraignes appartenait à l'abbaye de Saint-Eloi de Noyon. L'actuel hameau de l'Abbaye atteste, par son nom de la mainmise de cette abbaye sur le territoire de la commune. Les moines gardent ce fief jusqu'au XVIIIe siècle. Les autres fiefs étaient : L'Éloge, Le Maubuisson, le domaine Saint-Martin.

#### Bas Moyen Âge
Pendant la guerre de Cent Ans, lors de la lutte entre Armagnacs et les Bourguignons, les habitants se réfugient dans les muches.
En 1472, Charles le Téméraire, duc de Bourgogne passe par Beuvraignes en se rendant de Nesle à Beauvais.
En 1473, c'est le roi de France Louis XI qui fait passage par Beuvraignes. Il y signe une lettre.

### Temps modernes
Le 3 août 1653, les troupes du roi d'Espagne commandées par le Louis II de Bourbon-Condé (le Grand Condé), rançonnent les habitants qui paient 60 pistoles d'or. L'église et quinze maisons du village sont incendiées.
À la fin du XVIIIe siècle, les archives relèvent que la population était constituée de bûcherons, d'éleveurs, de nourrices (pour les enfants de Paris) et d'agriculteurs.
Beuvraignes possédait avant la Révolution une école de garçons et une école de filles dotées de revenus en blé et avoine.

### Révolution française et Empire
Pendant la Révolution française, 38 jeunes gens de la commune partirent aux frontières défendre la « Patrie en danger ».
Malgré les pressions du district, la population refusa le partage et la vente de 225 ha des « Usages » (biens communaux) et se souleva par deux fois pour l'empêcher.
Joachim Charles de Seiglière, marquis de Soyécourt, comte de Tilloloy, vient à Beuvraignes faire signer ses certificats de civisme avant son incarcération à la prison des carmes. Les habitants envoient une députation à Paris pour obtenir sa libération, en vain. Il est guillotiné sous la Terreur.
Les habitants de la commune protégent treize prêtres réfractaires entre 1792 et 1794, date à laquelle l'édifice religieux est réquisitionné et transformé en usine de poudre.
Sous le Premier Empire, le développement économique se poursuiit, les récoltes agricoles sont abondantes. En 1798 est construit  château des Loges, habitation du député de la Somme Charles Langlois de Septenville, baron de Septenville. En 1800 est construite une perception, un instituteur et une institutrice sont embauchés, ce qui était alors rare en milieu rural sous l'Empire.
En 1814 et en 1815, à la fin de l'épopée napoléonienne, Beuvraignes est occupée par les Cosaques.

### Époque contemporaine
En 1816, sous la Restauration, sont aménagés des trottoirs ainsi que la place au centre du village.

#### Second Empire
Le développement du village se poursuit pendant le Second empire :
- Construction d'une école-mairie (1853),
- Rénovation de l'église (1866), construction de la chapelle (1867).

#### Guerre de 1870
En 1870-1871, durant la guerre franco-allemande de 1870, la commune est occupée pendant trois mois par les Prussiens ; la population doit verser un tribut de 1 670 francs. Deux jeunes gens de la commune sont tués au combat.

#### Début de laIIIeRépublique
Après le conflit, l'activité économique reprend sans pour autant enrayer le déclin démographique de la commune qui passe de 1 183 habitants en 1872 à 603 habitants en 1982 :
- Création de la ligne de chemin de fer entre Roye et Compiègne avec une gare dans le village (1879) et un point d'arrêt au hameau des Loges.
- Inauguration d'une poste-télégraphe (21 avril 1900).
- Reconstruction d'une école mixte plus grande (1910/1914).

La population participe à l'exode rural du XIXe siècle lié à la révolution industrielle (comme peut le montrer un graphique pour la période de 1846 à 1906).
L'activité économique locale (en 1900, on note une production de cidre, des fabricants de fromage, une carrière de pierre à chaux, une exploitation de sable, six moulins à vent, une fabrique de gants de peau à domicile pour les femmes, une fabrique de liqueur « La Mélina » dont le secret de fabrication est perdu pendant la Première Guerre mondiale et l'avantage que représentent les « Usages » garantissent aux habitants des revenus suffisants.

#### Première Guerre mondiale

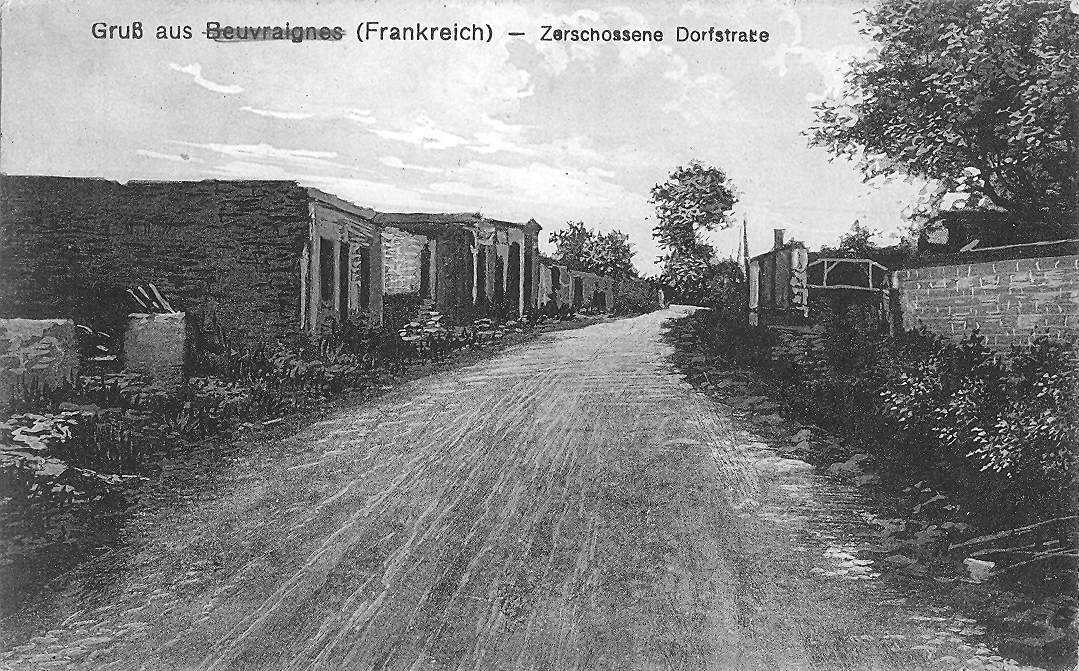
Carte postale de Beuvraignes pendant la Grande Guerre. Cette carte est celle qu'un soldat allemand écrivit à sa femme.

La Première Guerre mondiale est, pour Beuvraignes, un véritable cataclysme :
- Le 7 septembre 1914, des escarmouches éclatent entre Français et Allemands à Beuvraignes. Ces derniers, après avoir bombardé l'église et le moulin de Taine, le 24 septembre, s'emparent du village le 3 octobre. Deux jours auparavant, la majorité des habitants du village, tenu alors par les Français, avait décidé d'évacuer les lieux. Incendies, pillages, exécution de villageois qui s'étaient cachés dans les caves, accompagnent la prise du village par les Allemands.

Après sept jours de combats ininterrompus autour de Beuvraignes, le 11 octobre 1914, le sous-lieutenant Jean-Julien Chapelant est fusillé, attaché sur un brancard au Bois des Loges, après avoir été condamné à mort par un conseil de guerre spécial pour « capitulation en rase campagne.» Malgré plusieurs instructions menées entre 1915 et 1934 par des tribunaux militaires et civils, sa culpabilité n'a alors pas été remise en cause.
À l'initiative de particuliers, une stèle commémorative est érigée, en mai 2011, sur un terrain donné par la commune de Crapeaumesnil près du Château des Loges, au Bois des Loges, lieu de l'exécution.
Reconnu innocent, il a été déclaré « mort pour la France », le 11 octobre 2014.
- Le 18 août 1915, une mine explose sous les tranchées allemandes. Dans les ruines de l'église, les Allemands installèrent des mitrailleuses.
- Le 15 mars 1917, quelques heures après le retrait allemand sur la Ligne Hindenburg, le village est repris par l'armée française.
- Un an et un jour plus tard, le 15 mars 1918, lors de la bataille du Kaiser, la dernière grande offensive allemande, le village est de nouveau occupé. C'est le 16 août de la même année, au cours de l'offensive des Cent-Jours que le bois des Loges est repris, puis, le 21 août, le village est libéré définitivement[25].

Beuvraignes étant située sur la ligne de front, beaucoup de cartes postales de Beuvraignes furent envoyées par les soldats allemands ou français, certaines sont aujourd'hui retrouvées.

#### Entre-deux-guerres
À la fin de la guerre, le village est  totalement détruit, et la commune est classée en zone rouge et ne devait pas être reconstruite[réf. nécessaire]. Mais, en 1919, les premiers habitants revinrent et les autorités décident néanmoins  la reconstruction[réf. nécessaire].
La commune de Beuvraignes est décorée de la Croix de guerre 1914-1918 le 30 octobre 1920.

#### Seconde Guerre mondiale
Au cours de la Bataille de France de 1940, des combats ont lieu à proximité de Beuvraignes.
Pendant l'Occupation, la commune est classée en zone interdite. Sur le territoire de Beuvraignes, deux camps de prisonniers ont existé. Quelques habitants sont arrêtés, certains d'entre eux ne sont pas revenus des camps de concentration[réf. nécessaire].

#### Fin duXXesiècle
Dans les années 1980, la commune compte deux garagistes, un maréchal ferrant, deux boulangers, un coiffeur, un horticulteur, deux charcutiers, un boucher, deux épiciers, quatre cafetiers, un gérant de camping, un transporteur, un entrepreneur de travaux agricoles, un chef d'entreprise (usine de fibre de verre), deux menuisiers, trois matelassiers.
La gare a fermé en 1975 et la ligne de chemin de fer a été déposée.

## Politique et administration

### Rattachements administratifs et électoraux
La commune se trouve depuis 1926 dans l'arrondissement de Montdidier du département de la Somme. Pour l'élection des députés, elle fait partie depuis 2012 de la cinquième circonscription de la Somme.
Elle fait partie depuis 1793 du canton de Roye. Dans le cadre du redécoupage cantonal de 2014 en France, ce canton, dont la commune est toujours membre, est modifié, passant de 33 à 62 communes.

### Intercommunalité
La commune est membre de la communauté de communes du Grand Roye, et qui succédait au SIVOM du canton de Roye, créé en 1972, dont elle était déjà membre.

### Liste des maires
| Période                                  | Période                       | Identité                | Étiquette | Qualité |
| ---------------------------------------- | ----------------------------- | ----------------------- | --------- | ------- |
| Les données manquantes sont à compléter. |                               |                         |           |         |
| 1958                                     |                               | Pierre Louis Aimé Vitte |           |         |
| Les données manquantes sont à compléter. |                               |                         |           |         |
| mars 2001                                | juillet 2020                  | Michel Monard           |           |         |
| juillet 2020                             | En cours (au 17 juillet 2020) | Bernard Dupuis          |           |         |

## Équipements et services publics

### Enseignement
La commune est située dans l'académie d'Amiens, en zone B du calendrier scolaire.
Les enfants de la commune et des villages voisins sont scolarisés dans une école maternelle et élémentaire qui, en 2017, accueille 114 élèves.
Les communes de Beuvraignes, Tilloloy, Bus-la-Mésière, Laucourt, Dancourt-Popincourt, Marquivillers et Armancourt gèrent l'enseignement primaire en  regroupement pédagogique intercommunal (RPI), au moyen d'un syndicat scolaire (SISCO). Six classes sont implantées à Beuvraignes et trois à Tilloloy, pour l'année scolaire 2017-2018.

### Santé
La commune ne dispose d'aucun équipement de santé. Le médecin et la pharmacie la plus proche se situent à 8 kilomètres, à Roye. La clinique la plus proche se trouve quant à elle à 17 km, dans la ville de Montdidier.

### Justice, sécurité, secours et défense
La commune serait l'une des dernières de France[réf. nécessaire] à posséder un garde champêtre.[réf. nécessaire]

## Population et société

### Démographie
L'évolution du nombre d'habitants est connue à travers les recensements de la population effectués dans la commune depuis 1793. Pour les communes de moins de 10 000 habitants, une enquête de recensement portant sur toute la population est réalisée tous les cinq ans, les populations de référence des années intermédiaires étant quant à elles estimées par interpolation ou extrapolation. Pour la commune, le premier recensement exhaustif entrant dans le cadre du nouveau dispositif a été réalisé en 2008.

En 2022, la commune comptait 880 habitants, en évolution de +2,33 % par rapport à 2016 (Somme : −1,26 %, France hors Mayotte : +2,11 %).
| 1793  | 1800  | 1806  | 1821  | 1831  | 1836  | 1841  | 1846  | 1851  |
| ----- | ----- | ----- | ----- | ----- | ----- | ----- | ----- | ----- |
| 1 238 | 1 128 | 1 124 | 1 064 | 1 215 | 1 238 | 1 248 | 1 249 | 1 262 |

| 1856  | 1861  | 1866  | 1872  | 1876  | 1881  | 1886  | 1891  | 1896  |
| ----- | ----- | ----- | ----- | ----- | ----- | ----- | ----- | ----- |
| 1 175 | 1 224 | 1 207 | 1 183 | 1 198 | 1 195 | 1 138 | 1 095 | 1 096 |

| 1901  | 1906  | 1911  | 1921 | 1926 | 1931 | 1936 | 1946 | 1954 |
| ----- | ----- | ----- | ---- | ---- | ---- | ---- | ---- | ---- |
| 1 081 | 1 101 | 1 054 | 597  | 826  | 849  | 820  | 768  | 775  |

| 1962 | 1968 | 1975 | 1982 | 1990 | 1999 | 2006 | 2008 | 2013 |
| ---- | ---- | ---- | ---- | ---- | ---- | ---- | ---- | ---- |
| 716  | 660  | 623  | 603  | 610  | 694  | 773  | 796  | 853  |

| 2018 | 2022 | - | - | - | - | - | - | - |
| ---- | ---- | - | - | - | - | - | - | - |
| 859  | 880  | - | - | - | - | - | - | - |

## Économie
La proximité de la ville de Roye permet à la commune de connaître un certain dynamisme économique par la présence de plusieurs entreprises industrielles et artisanales. L'agriculture constitue d'autre part une des activités essentielles de la commune.
En ce qui concerne l'offre de services, mis à part l'enseignement pré-élémentaire et primaire, la commune ne dispose pas de services non marchands. La caserne de pompiers la plus proche se trouve à 8 km, sur la commune de Roye. La police, les restaurants, les supermarchés, les associations (par exemple le sport avec des clubs de football, de tennis de table, de tennis, etc.) s'y trouvent aussi.
Une entreprise (usine de fibre de verre), un gérant en stockage, un entrepreneur en fabrication de tee-shirt, un entrepreneur en métallurgie, un entrepreneur en informatique et un transporteur sont présents en 2014[réf. nécessaire].
Le parc éolien de Laucourt-Beuvraignes produit de l'électricité.

## Culture locale et patrimoine

### Lieux et monuments
La commune de Beuvraignes possède plusieurs lieux et monuments dignes d'intérêt : 

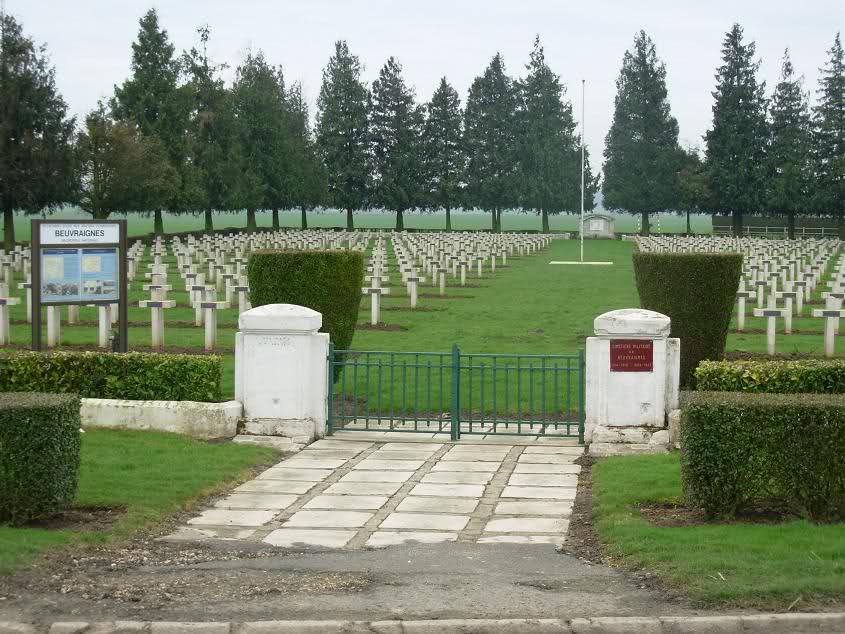
Nécropole nationale du bois des Loges.

- L'église Saint-Martin: reconstruite en 1930 par Duval et Gonse, remplace l'ancien édifice du XVIe siècle détruit en 1917.

- La chapelle Notre-Dame du Mont-Carmel, située sur un mont à 102 m d'altitude, entre les hameaux du Cessier et celui des Loges, accessible par une petite route difficile à trouver. Elle est décorée de peintures animalières réalisées entre 1997 et 2004 par Arnaud Delcambre, enseignant plasticien, qui a représenté le sanglier du Bois des Loges, qui déterre les drapeaux allemand et français, un coq qui pose fièrement sur un œuf, le dragon de l'apocalypse qui rugit[37]…
- La chapelle des Fontaines dans le hameau Rue-de-l'Abbaye : pierres tombales des religieux de l'abbaye[38].
- Le Bois des Loges, où se trouvait, jusqu'à la Première Guerre mondiale une propriété édifiée au XIXe siècle par la famille Langlois de Septenville, avec une chapelle particulière. Propriété en dernier lieu de la marquise de Belleval, née Septenville, puis de son fils, cette demeure et sa chapelle furent détruits par les combats de la Première Guerre mondiale.
- La stèle commémorative et la statue du poilu, entre Crapaumesnil et Fresnières.
- Stèle commémorative, inaugurée le 11 octobre 2014 à la mémoire du sous-lieutenant Jean Chapelant, « fusillé pour l'exemple » en 1914, reconnu mort pour la France le 9 novembre 2012[39],[40], et dont l'histoire inspira le film de Stanley Kubrick, Les Sentiers de la gloire[41].

- Nécropole nationale du bois des Loges : cimetière militaire français de la Première Guerre mondiale.

- Le parc éolien de Laucourt-Beuvraignes.

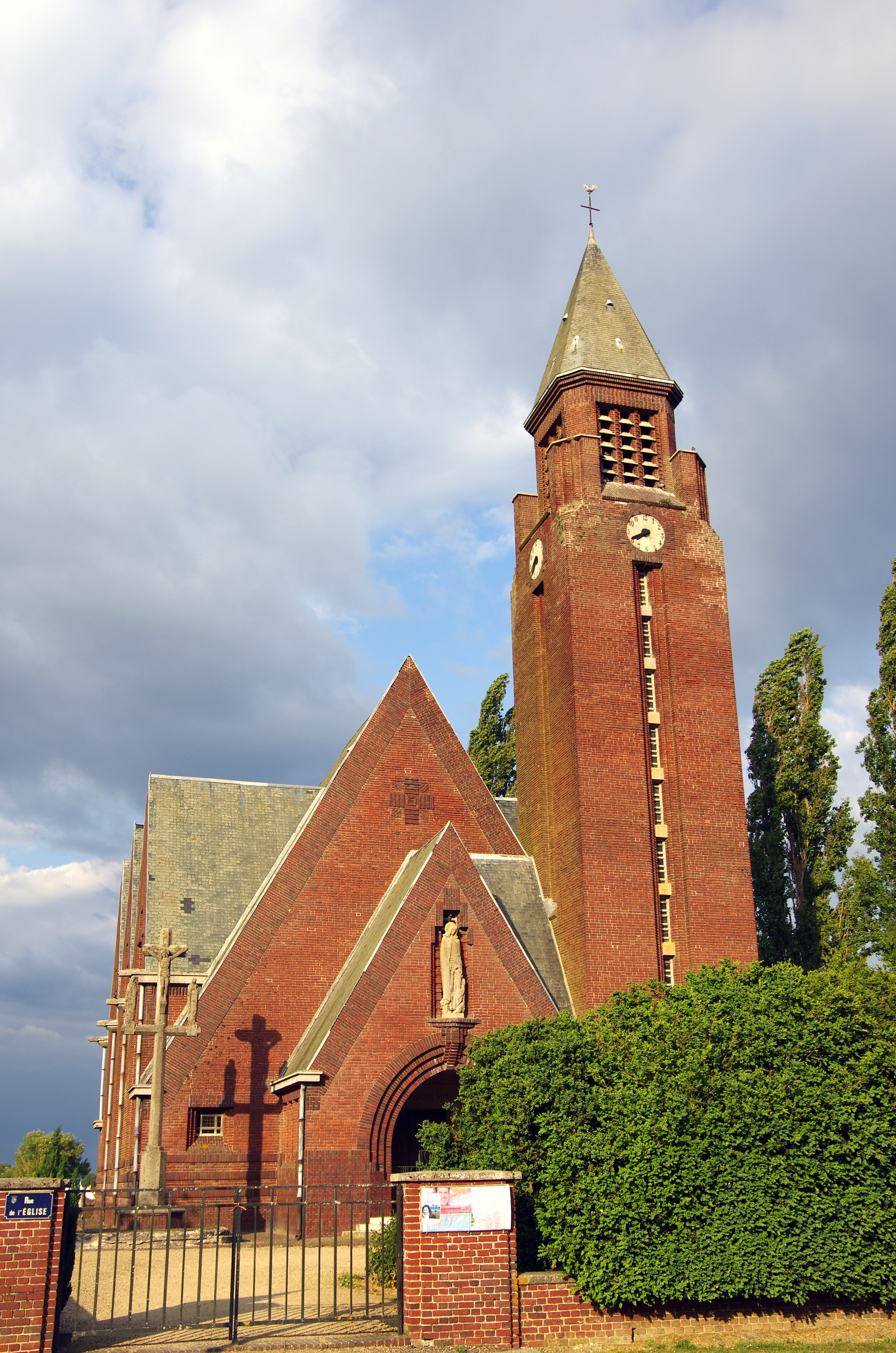
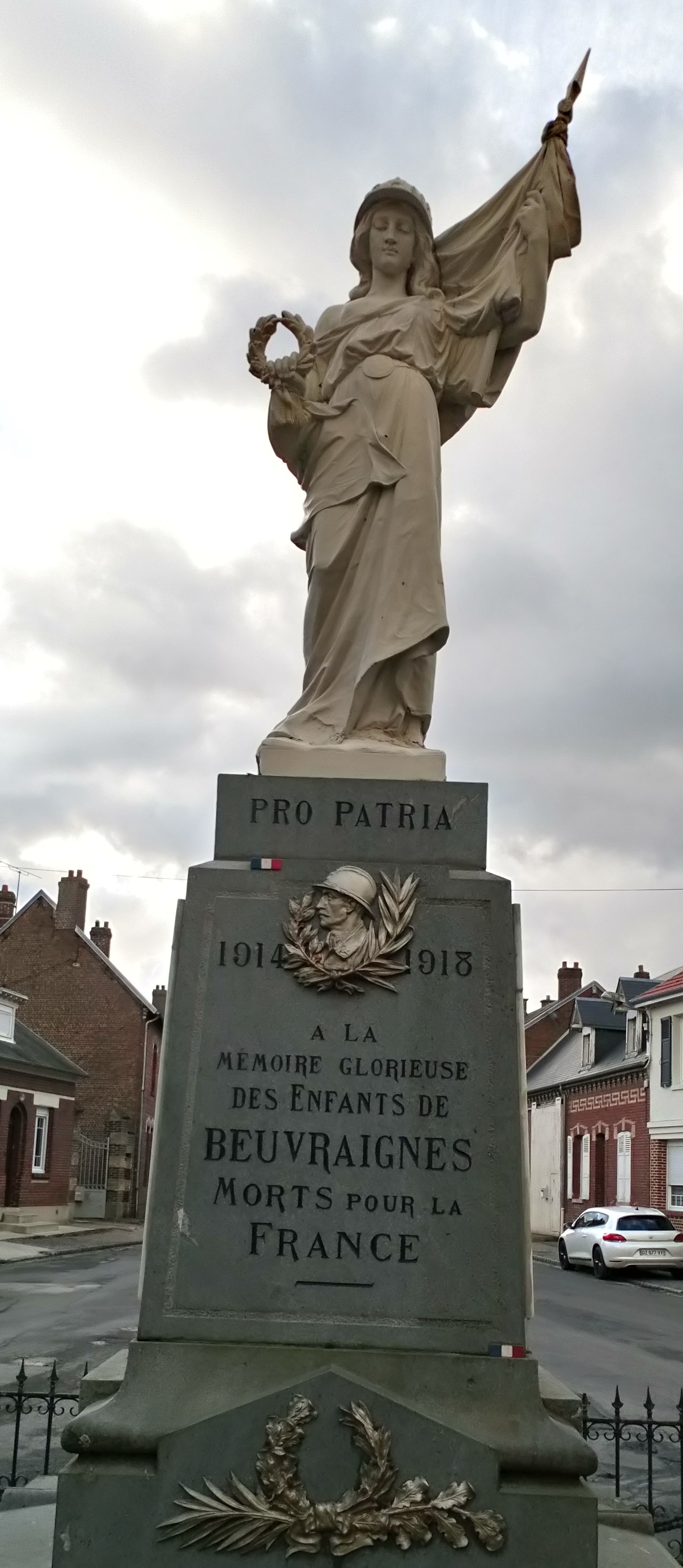
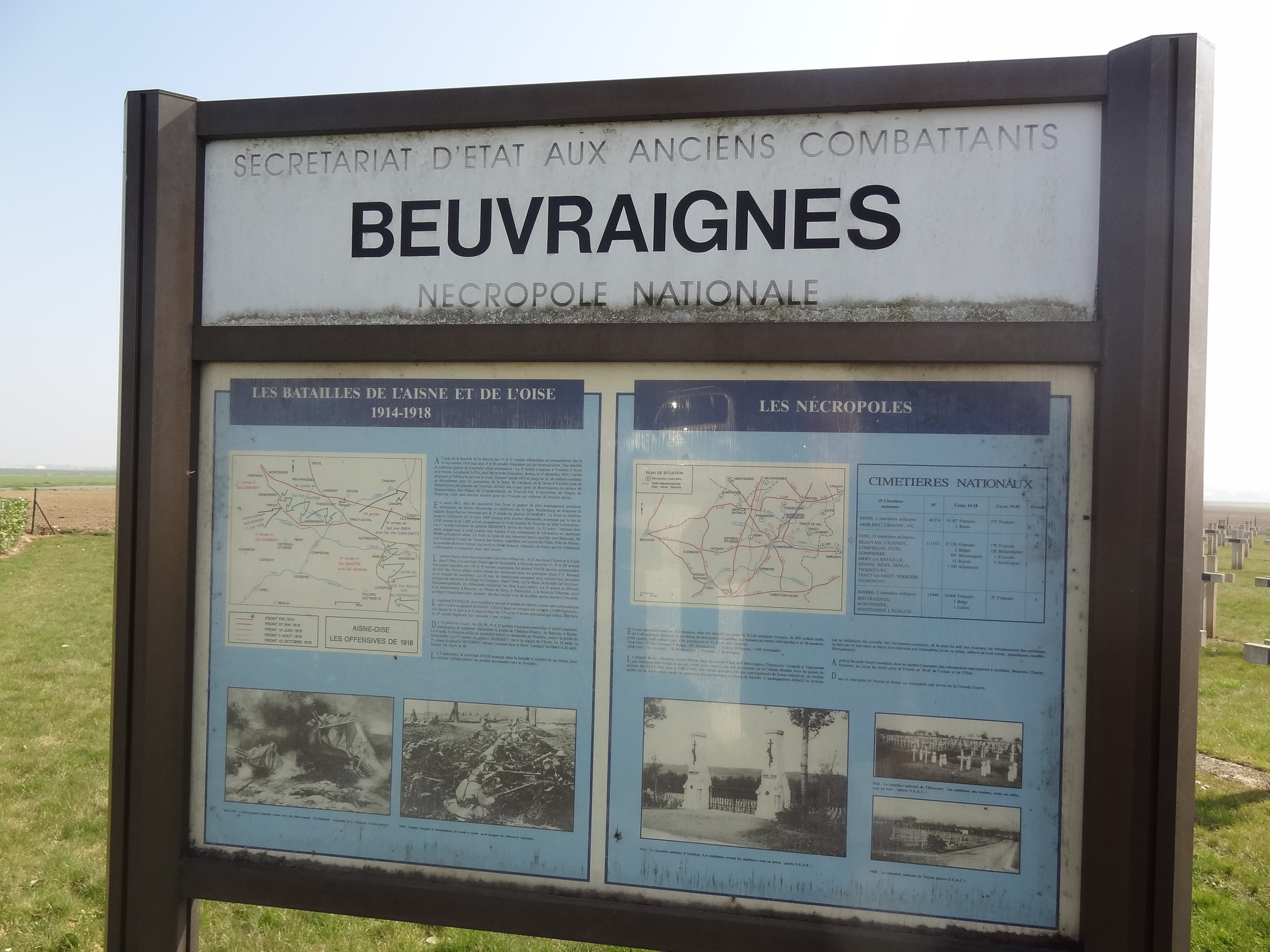
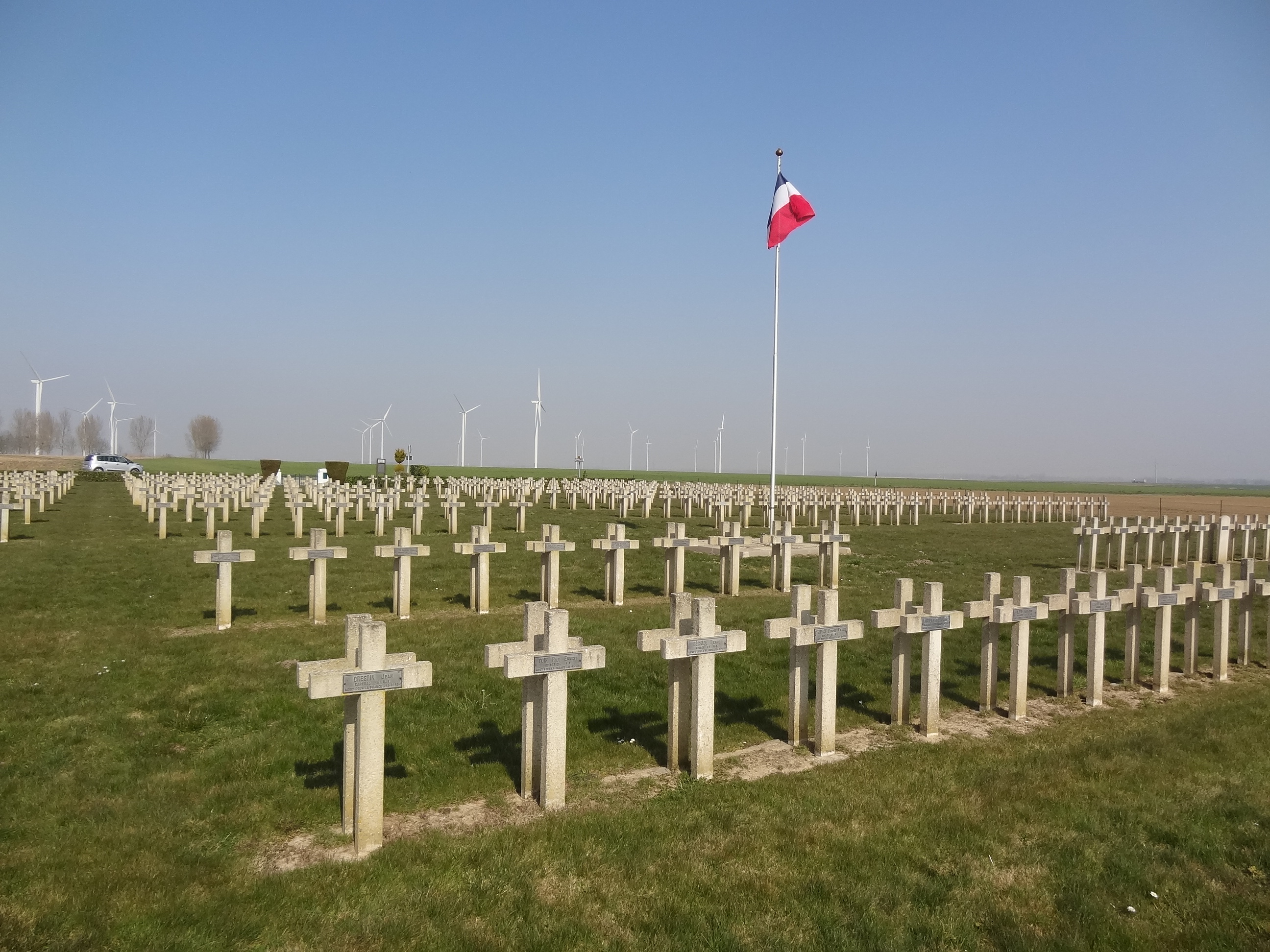

### Héraldique
| Blason de Beuvraignes | Blason  | D'azur au chevron brisé d'argent accompagné en chef de deux épis de seigle, tigés et feuillés d'or et en pointe d'une tête de bélier arrachée d'argent et accornée d'or; au chef d'argent chargé de trois roses de gueules.           |
| Blason de Beuvraignes | Détails | Les épis sont issus des armes des de Seiglières. Le chevron brisé provient des Leurye du Proy, comme les trois roses en chef (dont les couleurs ont été inversées) et le bélier dont on n'a conservé que la tête. Adopté en mai 2012. |

## Pour approfondir